# Hiiu (gemeente)
Hiiu (Estisch: Hiiu vald) was een gemeente in de Estische provincie Hiiumaa. De gemeente had 4519 inwoners (1 januari 2017) en had een oppervlakte van 387 km². De hoofdstad was Kärdla met 3281 inwoners (1 januari 2017). Kärdla grensde niet aan de rest van de gemeente, maar werd er door Pühalepa van gescheiden. Het schiereiland Kõpu hoorde bij de gemeente.

## Geschiedenis
Hiiu was een fusiegemeente, ontstaan op 20 oktober 2013 uit de gemeenten Kärdla en Kõrgessaare. Op 15 oktober 2017 ging de gemeente Hiiu samen met de gemeenten Emmaste, Käina en Pühalepa op in de nieuwe gemeente Hiiumaa, die het hele eiland omvat.

## Indeling
De gemeente telde een stad, Kärdla, en 59 nederzettingen waarvan er één groter is en de status heeft van een alevik (vlek): Kōrgessaare. Daarnaast had de gemeente 58 dorpen: Heigi, Heiste, Heistesoo, Hirmuste, Hüti, Isabella, Jõeranna, Jõesuu, Kalana, Kaleste, Kanapeeksi, Kauste, Kidaste, Kiduspe, Kiivera, Kodeste, Koidma, Kopa, Kõpu, Kurisu, Laasi, Lauka, Lehtma, Leigri, Lilbi, Luidja, Mägipe, Malvaste, Mangu, Mardihansu, Meelste, Metsaküla, Mudaste, Napi, Nõmme, Ogandi, Ojaküla, Otste, Palli, Paope, Pihla, Poama, Puski, Reigi, Risti, Rootsi, Sigala, Sülluste, Suurepsi, Suureranna, Tahkuna, Tammistu, Tiharu, Ülendi, Viita, Viitasoo, Vilima en Villamaa.
Landgemeente: Hiiumaa
Voormalige gemeenten: Emmaste · Hiiu · Käina · Kärdla · Kõrgessaare · Pühalepa